# Озераны (Дятловский район)
Озера́ны (бел. Азяраны) — деревня в Дворецком сельсовете Дятловского района Гродненской области Белоруссии. По переписи населения 2009 года в Озеранах проживало 70 человек.

## Этимология
Название деревни образовано от смыслового значения — жители возле озера, затем — местность около озера.

## География
Озераны расположены в 15 км к юго-востоку от Дятлово, 161 км от Гродно, 6 км от железнодорожной станции Новоельня. Рельеф равнинный, вокруг лес.

## История
В 1921—1939 годах Озераны находились в составе межвоенной Польской Республики. В сентябре 1939 года Озераны вошли в состав БССР.
В 1996 году Озераны входили в состав колхоза имени К. Заслонова. В деревне насчитывалось 115 хозяйств, проживал 191 человек.

## Достопримечательности
- Деревянная часовня 1928 года постройки. Находится в 0,5 км к западу от деревни, на кладбище[3].
- Руины водяной мельницы первой половины XX в. Находятся в 1 км от юго-западной окраины деревни, вблизи дороги Озераны — Дворец[3].
- Памятник 20 землякам, погибшим в годы Великой Отечественной войны[2].